# Oxypilus falcatus
Oxypilus falcatus är en bönsyrseart som beskrevs av Roger Roy 1966. Oxypilus falcatus ingår i släktet Oxypilus och familjen Hymenopodidae. Inga underarter finns listade i Catalogue of Life.